# Simon Lagrange
Simon Lagrange (11 december 1983) is een Belgische politicus voor Open Zulte, een verruimde lijst van Open Vld en onafhankelijken. Sinds 2013 is hij burgemeester van Zulte.

## Biografie
Na zijn humaniora behaalde hij het diploma van licentiaat in de politieke wetenschappen en aansluitend het getuigschrift Postgraduaat Sportmanagement aan Vrije Universiteit Brussel. In 2006 werd hij gemeenteraadslid in Zulte.
Na de gemeenteraadsverkiezingen van 2012 vormde hij een coalitie met N-VA en Gezond Verstand Zulte. Op die manier verwees hij CD&V, van burgemeester Henk Heyerick, na 36 jaar absolute meerderheid naar de oppositie. Lagrange werd zelf burgemeester.